# György Ede (orvos)
Aknaszlatinai György Ede, teljes nevén György Ede Gusztáv István (Nagybánya, 1900. augusztus 3. – Budapest, 1966. január 8.) gyermek-, fül- és gégeszakorvos, egyetemi tanár, az orvostudományok kandidátusa.

## Élete
György Gusztáv (1864–1919) vegyelemző, főbányatanácsos és Bittsánszky Stefánia fiaként született. Nővére György Elma (1897–1974). Apai nagyapja Gschwandtner Albert (1837–1903), az aknaszlatinai sóbányák főtanácsosa, a pénzügyminisztérium bányászati ügyosztályának miniszteri titkára. Anyai nagyapja Bittsánszky Ede (1832–1901) miniszteri tanácsos, bányaigazgató.
Középiskolai tanulmányait 1910 és 1918 között a Nagybányai Magyar Királyi Állami Főgimnáziumban végezte. A budapesti Pázmány Péter Tudományegyetem Orvostudományi Karán 1923. december 22-én avatták orvosdoktorrá. Oklevelének megszerzése után rövid időn át az I. sz. Belgyógyászati Klinikán dolgozott és elsősorban röntgennel kapcsolatos ismereteket szerzett. Ezt követően a Gyermekgyógyászati Klinika fizetéstelen gyakornoka (1925–1928), tanársegéde (1928–1946), klinikai főorvosa (1946–195?) volt. 1928-ban jogosulttá vált a gyermekgyógyász szakorvosi cím használatára. Két évvel később fül-orr-gégészeti szakvizsgát tett. 1935-től a Stefánia Egyesület főorvosa volt, illetve a fülészeti osztályt vezette. 1939-ben a csecsemőkori parenterális fertőzések, különös tekintettel a fül megbetegedéseire című tárgykörből magántanárrá habilitálták. 1947 novemberében a tudományos irodalom művelése és az egyetemi oktatás terén kifejtett működése elismeréséül megkapta az egyetemi rendkívüli tanári címet. Az 1950-es évek második felében súlyos betegsége megszakította pályáját.
Mintegy 35 szakdolgozata jelent meg a csecsemő- és gyermekkori fül-orr-gégészettel kapcsolatban.
A Farkasréti temetőben helyezték nyugalomra.

### Családja
1933. december 9-én Budapesten házasságot kötött dr. László Margit (1906–1984) orvossal, dr. László Károly és Horváth Gizella lányával. Esküvői tanúja Hainiss Elemér volt. Gyermekei: György Judit, György Tamás és György László.

## Művei
- Májfuncitós zavarok chloroformnarkosis után. (Magyar Orvosi Archívum, 1929, 30.)
- Vértransfusio a gyermekkorban különböző betegségek kapcsán. (Orvosi Hetilap, 1930, 7.)
- A grippe kapcsán fellépő otitisekről. (Gyógyászat, 1932, 14.)
- Az otoscop szerepe a csecsemőfülészetben. (Orvosképzés, 1934, 2.)
- Intravénásan adott hypertoniás dextrose-oldat hatása csecsemőknél és gyermekeknél. Veszelszky Lászlóval. – Rectalisan adott vérplasma csecsemőknél. (Orvosképzés, 1934, 4.)
- Aspirált csont csecsemőben. (Orvosi Hetilap, 1934, 32.)
- Táplálási eljárások csecsemőkön műtétek után. (Orvosi Hetilap, 1936, 5.)
- Az otitis szerepe a csecsemőgyógyászatban. (Orvosi Hetilap, 1936, 7.)
- Az aspiratio összehasonlító kórisméje gyermekkorban. (Orvosi Hetilap, 1936, 39.)
- Larvált-mastoiditis csecsemőnél. (Gyógyászat, 1936, 49.)
- Haematológiai vizsgálatok értékelése gyermekkori középfülgyulladásokban. Flesch Istvánnal. (Orvosképzés, 1938, 1.)
- A csecsemőkori fülészet aktuális kérdései. (Budapesti Orvosi Újság, 1938, 4.)
- Tonsillectomia és a narcosis kérdése. Volni Gyulával. (Budapesti Orvosi Újság, 1939, 45.)
- Az aspiratio és a deglutitio jelentősége a csecsemőkorban. (Gyógyászat, 1939, 49.)
- Csecsemőkori fülbetegségek. (Orvosképzés, 1941, 1.)
- A tonsillákba fecskendezett penicillin felszívódása és hatása a tonsillák bakterium flórájára. Székely Áronnal. (Gyermekgyógyászat, 1951, 6.)
- Gennyes agyhártyagyulladás és középfülgyulladás együttes előfordulása a csecsemőkorban. Székely Áronnal. (Gyermekgyógyászat, 1953, 2.)
- A csecsemőkori otitis problémái. (Gyermekgyógyászat, 1953, 11.)
- A csecsemőkori középfülgyulladás antibiotikuskezelése folyamán szerzett klinikai és bakteriológiai megfigyeléseink. Székely Áronnal. (Gyermekgyógyászat, 1957, 5–6.)

## Díjai, elismerései
- Érdemes orvos (1956)